# Daniel la Rosa

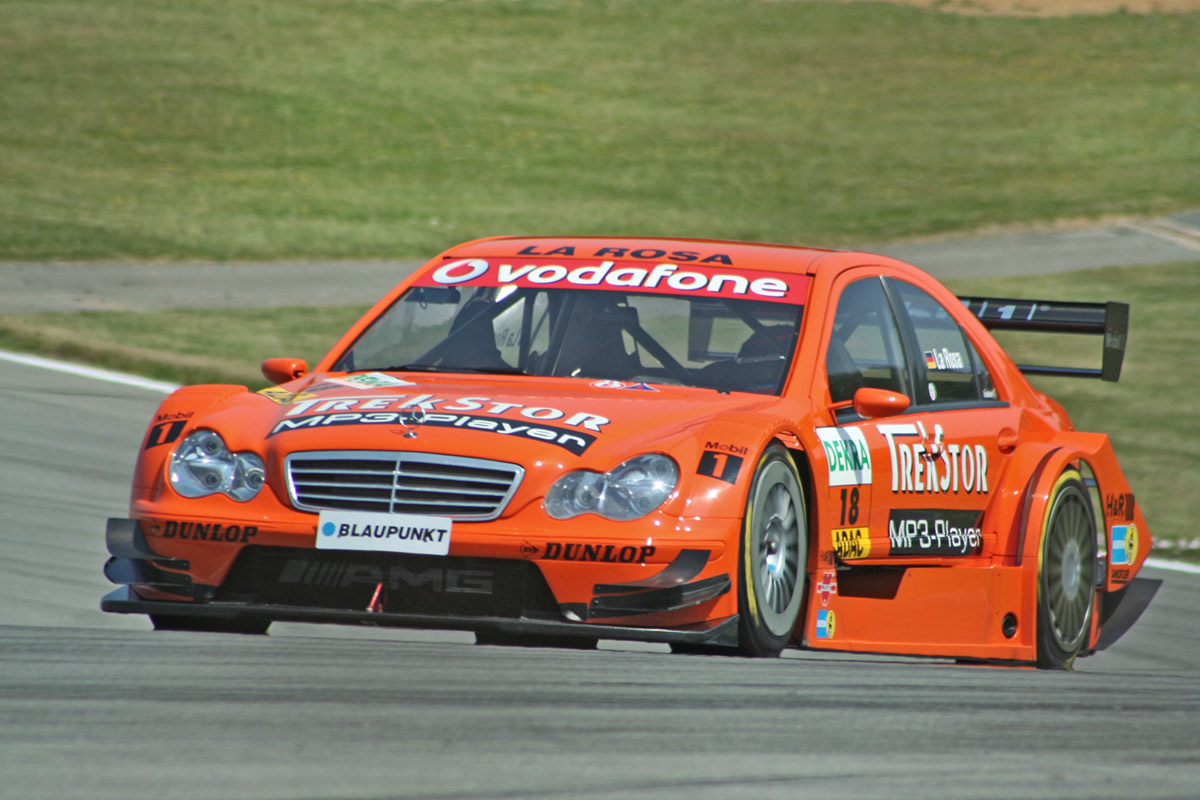
Daniel la Rosa w samochodzie DTM w 2006 roku

Daniel la Rosa (ur. 10 października 1985 w Hanau) – niemiecki kierowca wyścigowy.

## Kariera
La Rosa rozpoczął karierę w wyścigach samochodowych w 2001 roku, od startów w Formule König, w której stanął na najniższym stopniu podium klasyfikacji generalnej. W późniejszych latach startował w Niemieckiej Formule Volkswagen, Formule 3 Euro Series, Włoskiej Formule 3, Formule Renault 3.5, Deutsche Tourenwagen Masters  oraz w Niemieckim Pucharze Volkswagen Scirocco R. W 2005 roku Niemiec wystartował w sezonie Formuły Renault 3.5 z austriacką ekipą Interwetten.com. W ciągu dziesięciu wyścigów uzbierał łącznie 18 punktów. Został sklasyfikowany na 18. miejscu w klasyfikacji generalnej.

## Statystyki
| Sezon | Seria                                  | Zespół                | Wyścigi | Zwycięstwa | PP | NO | Podium | Punkty | Pozycja |
| ----- | -------------------------------------- | --------------------- | ------- | ---------- | -- | -- | ------ | ------ | ------- |
| 2001  | Formuła König                          |                       | 8       | 1          | 1  | 0  | 5      | 134    | 3       |
| 2002  | Niemiecka Formuła Volkswagen           |                       | 12      | 1          | 1  |    | 2      | 165    | 8       |
| 2003  | Formuła 3 Euroseries                   | MB Racing             | 20      | 0          | 0  | 0  | 0      | 1      | 26      |
| 2003  | Masters of Formula 3                   | MB Racing Performance | 1       | 0          | 0  | 0  | 0      | N/A    | 15      |
| 2004  | Formuła 3 Euroseries                   | HBR Motorsport        | 18      | 0          | 0  | 0  | 1      | 15     | 14      |
| 2004  | Włoska Formuła 3                       | Team Ghinzani         | 2       | 0          | 0  | 1  | 2      | 31     | 12      |
| 2004  | Masters of Formula 3                   | Mücke Motorsport      | 1       | 0          | 0  | 0  | 0      | N/A    | 12      |
| 2005  | Formuła Renault 3.5                    | Interwetten.com       | 10      | 0          | 0  | 0  | 1      | 18     | 18      |
| 2006  | DTM                                    | Mücke Motorsport      | 10      | 0          | 0  | 0  | 0      | 2      | 15      |
| 2007  | DTM                                    | TrekStor AMG Mercedes | 9       | 0          | 0  | 0  | 1      | 10     | 13      |
| 2010  | Niemiecki Puchar Volkswagen Scirocco R |                       | 1       | 1          | 0  | 1  | 1      | 0      | NS†     |
| 2011  | Niemiecki Puchar Volkswagen Scirocco R |                       | 1       | 0          | 0  | 0  | 0      | 0      | NS      |

† – la Rosa nie był zaliczany do klasyfikacji.

## Wyniki w Formule Renault 3.5
| Legenda oznaczeń w tabelach wyników Wyświetl szablon na nowej stronie | Legenda oznaczeń w tabelach wyników Wyświetl szablon na nowej stronie                                                                     |
| Oznaczenie                                                            | Wyjaśnienie |
| --------------------------------------------------------------------- | --- |
| Złoty                                                                 | Zwycięzca lub mistrzostwo |
| Srebrny                                                               | 2. miejsce lub wicemistrzostwo |
| Brązowy                                                               | 3. miejsce lub II wicemistrzostwo |
| Zielony                                                               | Ukończył, punktował (w klasyfikacji generalnej, gdy zdobył co najmniej jeden punkt na przestrzeni sezonu, poza trzema powyższymi opcjami) |
| Niebieski                                                             | Ukończył, nie punktował (w klasyfikacji generalnej, gdy nie zdobył co najmniej jednego punktu na przestrzeni sezonu)                      |
| Czerwony                                                              | Nie zakwalifikował się (NZ) |
| Czerwony                                                              | Nie prekwalifikował się (NPK) |
| Różowy                                                                | Nie ukończył (NU) |
| Różowy                                                                | Niesklasyfikowany (NS) (w klasyfikacji generalnej, gdy nie został sklasyfikowany w żadnym wyścigu sezonu)                                 |
| Czarny                                                                | Zdyskwalifikowany (DK) |
| Czarny                                                                | Wykluczony (WYK/EX) |
| Biały                                                                 | Nie wystartował (NW) |
| Biały                                                                 | Kontuzjowany (K/INJ) |
| Biały                                                                 | Wyścig odwołany (OD/C) |
| Bez koloru                                                            | Został wycofany (WYC/WD) |
| Bez koloru                                                            | Nie przybył (NP/DNA) |
| Bez koloru                                                            | Nie brał udziału w treningach (NT/DNP) |
| Bez koloru                                                            | Nie został zgłoszony (–) |
| Pogrubienie                                                           | Start z pole position |
| Kursywa                                                               | Najszybsze okrążenie wyścigu |
| †                                                                     | Nie ukończył, ale jego rezultat został zaliczony ze względu na przejechanie więcej niż 90% dystansu wyścigu.                              |
| *                                                                     | Sezon w trakcie |
| 1/2/3                                                                 | Punktowana pozycja w sprincie kwalifikacyjnym                                                                                             |
| Lista systemów punktacji Formuły 1                                    | |

| Rok  | Zespół          | Wyniki w poszczególnych eliminacjach | Wyniki w poszczególnych eliminacjach | Wyniki w poszczególnych eliminacjach | Wyniki w poszczególnych eliminacjach | Wyniki w poszczególnych eliminacjach | Wyniki w poszczególnych eliminacjach | Wyniki w poszczególnych eliminacjach | Wyniki w poszczególnych eliminacjach | Wyniki w poszczególnych eliminacjach | Wyniki w poszczególnych eliminacjach | Wyniki w poszczególnych eliminacjach | Wyniki w poszczególnych eliminacjach | Wyniki w poszczególnych eliminacjach | Wyniki w poszczególnych eliminacjach | Wyniki w poszczególnych eliminacjach | Wyniki w poszczególnych eliminacjach | Wyniki w poszczególnych eliminacjach | Punkty | Pozycja |
| ---- | --------------- | ------------------------------------ | ------------------------------------ | ------------------------------------ | ------------------------------------ | ------------------------------------ | ------------------------------------ | ------------------------------------ | ------------------------------------ | ------------------------------------ | ------------------------------------ | ------------------------------------ | ------------------------------------ | ------------------------------------ | ------------------------------------ | ------------------------------------ | ------------------------------------ | ------------------------------------ | ------ | ------- |
| 2005 | Interwetten.com | BEL                                  | BEL                                  | MON                                  | VAL                                  | VAL                                  | FRA                                  | FRA                                  | BIL                                  | BIL                                  | DEU                                  | DEU                                  | GBR                                  | GBR                                  | PRT                                  | PRT                                  | ITA                                  | ITA                                  | 18     | 18      |
| 2005 | Interwetten.com | NW                                   | NW                                   | 8                                    | 13                                   | 13                                   | 2                                    | NU                                   | 12                                   | NU                                   | 8                                    | NU                                   | 24                                   | NU                                   | -                                    | -                                    | -                                    | -                                    | 18     | 18      |